# Ida von Reinsberg-Düringsfeld
Ida von Reinsberg-Düringsfeld, také Ida von Düringsfeld, baronka Reinsbergová (12. listopadu 1815 Milicz, dolní Slezsko, tehdy Prusko – 25. října 1876 Stuttgart) byla výjimečně jazykově nadaná a neobyčejně plodná německá spisovatelka, básnířka a cestovatelka, která od romantismu dospěla ke kosmopolitní a etnografické orientaci své tvorby. Mimo jiné přeložila básně Rukopisu královédvorského a Karla Jaromíra Erbena. Některá díla publikovala pod pseudonymem Eine Dame vom Stande. 

## Životopis
Narodila se v dolním Slezsku v rodině majora Karla Schmidta, který byl 20. září 1811 za zvláštní služby v pruském husarském pluku povýšen do šlechtického stavu s predikátem „von Düringsfeld“.  Mládí prožila na dolnoslezských panstvích Ostrów a Ploski u Wąsosze, která zakoupila její matka Julie von der Gröben, dcera generála Karla Ernsta Augusta von der Groeben, a také ve městech Ostrów Wielkopolski a Vratislav, kde se kromě lekcí románských jazyků učila slovanským jazykům a hudbě. Brzy projevila básnický talent, údajně jej zdědila po tetě, paní Wurmbové a strýci, podplukovníku von Platenovi.

### Raná tvorba
První lyrické básně publikovala ve večerníku Dresdner Abend-Zeitung v roce 1830. Povzbuzena úspěchem, vydala v roce 1835 samostatně sbírku básní „Thekla“. Po přestěhování do Drážďan se učila anglicky a navštěvovala hodiny zpěvu. Seznámila se s básníkem Christophem Augustem Tiedgem a malířem a ilustrátorem Moritzem Retzschem, kteří ovlivnili její umělecký vývoj a orientaci. Znalosti španělské historie a literatury využila v epických básních, ve sbírce romancí „Hvězda Andalusie“ z roku 1838.
V letech 1842 až 1845 vydala sérii povídek a románů, první anonymně pod titulem „Zámek Goczyn. Z dopisů Lady  Class“ (1841). Následovalo šest románů ze šlechtického prostředí. Kritici ji nařkli z napodobování aristokratických témat, myšlenek a jazyka básnířky Idy Hahn-Hahnové.

### Zralá tvorba pod vlivem manžela
V roce 1845 se provdala za jazykového a kulturního badatele barona Otto von Reinsberga (1823–1876), s nímž cestovala po Čechách, Rakousku, Itálii, Dalmácii, Belgii a Švýcarsku. Své cestovatelské zážitky zpracovala v kulturně-historických románech a povídkách. Prosadila se také jako překladatelka slovanských a italských lidových písní. 
Manželé měli dvě děti: syn Marco Mechitar von Reinsberg (31. července 1846 Benátky; † New York) proti vůli rodičů zběhl od vojska, stal se kočovným hercem a emigroval do Ameriky. Dcera Zora Dolores (narozená 15. července 1853 v Rijece) zemřela v dětství.
Společná literární tvorba manželů měla blahodárný vliv. Ida díky manželově vědecké metodě průzkumu a itineráři cest obohatila své literární práce o realističtější náhled, jednodušší jazyk a solidní geografický a historický rámec. Dojmy z cest harmonicky spojila s postavami své básnické invence do kulturně-historických studií. 
- První román, Markéta z Valois (1847) vyšel z pečlivého studia francouzských memoárů.
- Další próza čerpala z cest po Čechách, Itálii (Toskánsko) a Švýcarsku. Od roku 1851 se její knihy začaly vydávat i v Praze.
- Básně Karla Jaromíra Erbena přeložila do němčiny pod titulem Böhmische Rosen. Czechische Volkslieder a vydala ve Vratislavi v roce 1851.
- Národopisná studie Z Dalmácie (Aus Dalmatien) a další její tituly vyšly v Praze německy u Karla F. Bellmanna roku 1857. Další vzpomínky zachytila ve dvou novelách Červený klobouk (Rote Hut) a Milena (1863).
- Překlady čtyř básní z Rukopisu královédvorského do francouzštiny a vlámštiny připravila za pobytu v Nizozemí, kde se seznámila s belgickým králem Leopoldem I. a pak si s ním dopisovala. V roce 1851 byly ukázky básní otištěny v Lumíru, v roce 1858 vyšly tiskem v Bruselu.[1]
- Zážitky z Čech a Rakouska vtělila do novel Ignota a Auf Goyen (1873), dále v časopisecky publikované povídce Der Stoblwirth a ve studiích napsaných společně s manželem.
- Otto a Ida von Reinsbergovi: Sprichwörter der germanischen und romanischen Sprachen vergleichend (Srovnávací slovník germánských a románských jazyků) Lipsko 1872; obsahuje 2000 výrazů a frází z 230 dialektů. Šlo o manželův projekt, na němž se Ida podílela. Předcházel mu menší srovnávací slovník výrazů,  nahlížených z filozofického, praktického i humoristického hlediska (1863). Porovnával, jak stejné myšlenky, zvyky a výrazy rozvíjejí různé národy.
- „Katechismus studia kalendářů“ (1876) je věnován průzkumu chronologie v dobových kalendářích. Spolupracovala s vědci, vedla s nimi rozsáhlou korespondenci.

### Úmrtí
Vyčerpávající práce a vysoké tempo se podepsaly na jejím zdraví. Trpěla záchvaty astmatu a srdečními chorobami. Marně se dvakrát léčila u moře v Greifswaldu a v Eldeně. Zemřela ve Stuttgartu 25. října 1876 na srdeční mrtvici. Její oddaný manžel, který celou svou kariéru zasvětil jejich společné práci, spáchal den po její smrti sebevraždu.